# Valet d'argent

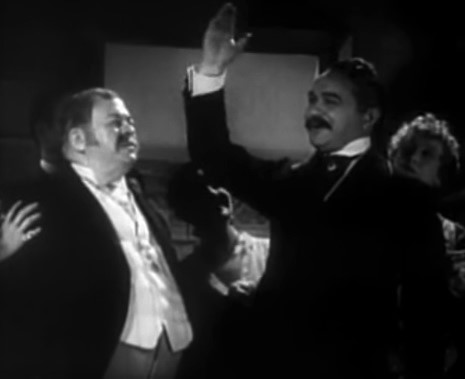
Harry Holman (à gauche) et Edward G. Robinson dans Silver Dollar.

 Valet d'argent (Silver Dollar) est un film américain réalisé par Alfred E. Green et sorti en 1932.

## Synopsis
Un fermier du Kansas, Yates Martin, emmène sa femme Sarah et son bébé dans le Colorado en 1876 à la recherche d'or. Il achète une concession, puis l'abandonne lorsque deux prospecteurs lui signalent une grève à Leadville. Suivant les conseils avisés de sa femme, il y installe une boutique. À sa grande consternation, cependant, il gage des mineurs en échange de partenariats dans leurs fouilles. Juste au moment où les Martins manquent d'argent et décident de retourner au Kansas, les prospecteurs Rische et Hook se présentent en indiquant qu'ils ont trouvé non pas de l'or, mais de l'argent, et Yates en touche une part.

## Fiche technique
- Réalisation : Alfred E. Green
- Scénario : Carl Erickson, Harvey F. Thew d'après le roman Silver Dollar de David Karsner
- Photographie : James Van Trees
- Montage : George Marks
- Musique : Milan Roder
- Cosutumes : Orry-Kelly
- Genre : Drame historique[1]
- Production : First National Pictures
- Durée : 78–84 minutes
- Date de sortie : 
  - 1er décembre 1932

## Distribution
- Edward G. Robinson : Yates Martin
- Bebe Daniels : Lily Owens Martin
- Aline MacMahon : Sarah Martin
- DeWitt Jennings : George
- Robert Warwick : Colonel Stanton
- Russell Simpson : Hamlin
- Harry Holman : Adams
- Charles Middleton : Jenkins
- Emmett Corrigan : Président Chester A. Arthur
- Christian Rub : Rische
- Lee Kohlmar : Hook
- Wade Boteler : Mike, un mineur
- Leon Ames : secrétaire (non créditée)
- Charles Coleman a: Butler (non crédité)
- Walter Long : Miner (non crédité)
- Walter Rodgers : General Ulysses S. Grant (non crédité)